# Petit-Goâve
Petit-Goâve (hait. Tigwav) to miasto portowe na Haiti w Departamencie Zachodnim, położone około 68 km na zachód od Port-au-Prince.
Ludność miasta wynosi około 12 000 mieszkańców.